# Marquesat de Camps
El Marquesat de Camps és un títol pontifici atorgat el 19 de desembre de 1876 pel papa Pius IX al propietari rural gironí Pelagi de Camps i de Matas.
El 1931, el seu fill Carles de Camps i d'Olzinellas, segon marquès de Camps, va rehabilitar el títol de baró d'Algerri i el va unir a la dignitat.
Tenen el centre de les seves possessions al mas Ribot de Salt, però amb finques repartides per tota la demarcació de Girona i també per la resta de Catalunya, si bé residien a Barcelona (vegeu Palau del Marquès de Camps).
El 1991, el marquès Felip de Camps i de Subirats va cedir en dipòsit a l'Ajuntament de Salt l'arxiu patrimonial i històric del llinatge, que va ser ingressat a l'Arxiu Municipal de Salt. Posteriorment, Jordi de Camps i Galobart hi va cedir 65 documents més del seu patrimoni.

## Marquesos de Camps
|                     | Titular                        | Període             |
| Creació per Pius IX | Creació per Pius IX            | Creació per Pius IX |
| ------------------- | ------------------------------ | ------------------- |
| I                   | Pelagi de Camps i de Matas     | 1876-1889           |
| II                  | Carles de Camps i d'Olzinellas | 1889-1939           |
| III                 | Jordi de Camps i de Casanova   | 1939-1955           |
| IV                  | Felip de Camps i de Subirats   | 1955-2010           |
| V                   | Jordi de Camps i Galobart      | 2010-actualitat     |